# (3430) Bradfield
Pour les articles homonymes, voir Bradfield.
(3430) Bradfield est un astéroïde de la ceinture principale.

## Description
(3430) Bradfield est un astéroïde de la ceinture principale. Il fut découvert le 9 octobre 1980 à l'Observatoire Palomar par Carolyn S. Shoemaker. Il présente une orbite caractérisée par un demi-grand axe de 2,76 UA, une excentricité de 0,10 et une inclinaison de 4,4° par rapport à l'écliptique.

## Compléments